# Steatohepatitis
Eine Steatohepatitis (umgangssprachlich Fettleber-Hepatitis) ist eine Erkrankung, bei der entzündliche Veränderungen in einer Fettleber (lat. Steatosis hepatis) auftreten, wobei es keine infektiöse Ursache wie z. B. durch Viren gibt.

## Klinik
Bei einer reinen Fettleber treten keine Beschwerden auf. Bei einer Steatohepatitis kommt es in etwa der Hälfte der Fälle zu unspezifischen Beschwerden, wie zum Beispiel Druckempfindlichkeit bei vergrößerter Leber, Appetitlosigkeit, Übelkeit, Völlegefühl, Gewichtsabnahme. In schweren Fällen können eine Gelbsucht (Ikterus), Fieber und eine Verschlechterung des Allgemeinzustandes auftreten.

## Diagnostik
Laborchemisch sind bei der Steatohepatitis im Gegensatz zur reinen Fettleber sowohl die Cholestase-Parameter (insbes. Gamma-GT) als auch die Transaminasen als Zeichen der Entzündung in der Leber erhöht. Häufig zeigen sich auch eine leichte Vermehrung der weißen Blutkörperchen (Leukozytose) sowie unter Umständen eine geringe Erhöhung des C-reaktiven Proteins. An bildgebender Diagnostik wird in der Routine-Diagnostik eine Sonographie eingesetzt. Unter Umständen können zur Vervollständigung der Diagnosestellung und zum Ausschluss anderer Erkrankungen der Leber auch weitergehende Untersuchungen notwendig werden, wie zum Beispiel die Endosonographie, MRT-Untersuchungen oder eine ERCP-Untersuchung. Histologisch gesichert wird die Diagnose durch eine Biopsie-Entnahme im Rahmen einer Leberpunktion. Histologisch kann jedoch nicht unterschieden werden zwischen einer alkoholischen (alkoholbedingten) Steatohepatitis (ASH) oder einer nichtalkoholischen Steatohepatitis (NASH).

## Pathogenese
Die Steatohepatitis ist eine entzündliche Reaktion aufgrund immunulogischer Faktoren bei bereits vorbestehender Fettleber (Steatosis hepatis), die durch eine vermehrte Fetteinlagerung in die Leberzellen (Hepatozyten) gekennzeichnet ist. Durch Störungen des Zellstoffwechsels kommt es zu Zellballonierungen und Zelluntergängen. Bei einer Steatohepatitis tritt zusätzlich zur Fettleber das Bild einer Leberentzündung (Hepatitis) auf.

## Einteilung

### Einteilung nach Ursache
Zwei Formen werden aufgrund der Pathogenese unterschieden:
- Alkoholische Steatohepatitis (auch Alkohol-Hepatitis oder alkoholische Fettleberhepatitis genannt, abgekürzt ASH): Übermäßiger Alkoholkonsum kann eine Fettleber und Hepatitis verursachen.
- Nichtalkoholische Steatohepatitis (oder nichtalkoholische Fettleberhepatitis, abgekürzt NASH): alle Formen einer Fettleberhepatitis, die nicht durch Alkohol ausgelöst worden sind

### Einteilung nach Schweregrad
Man kann zwei Formen in Bezug auf den Schweregrad der Erkrankung unterscheiden: 
- die chronisch-persistierende Hepatitis
- die chronisch-aktive (früher: chronisch aggressive) Hepatitis.

Die chronisch-persistierende Hepatitis ist die leichtere Form der Steatohepatitis. Sie verursacht in den meisten Fällen keinerlei Symptome. In manchen Fällen treten jedoch uncharakteristische Beschwerden wie allgemeine Oberbauchbeschwerden, Verdauungsstörungen, Druck- und/oder Völlegefühl auf.
Die chronisch-aktive Hepatitis tritt in ca. 15–20 % aller Fälle von Fettleber-Hepatitis auf. Sie ist die schwerere Form der Erkrankung und verursacht ausgeprägtere Symptome (zum Beispiel Appetitlosigkeit, Übelkeit, Gewichtsabnahme, Ikterus und Fieber). Das Risiko des Fortschreitens in eine Leberzirrhose ist bei der chronisch-aktiven Hepatitis deutlich erhöht.

## Alkoholische Steatohepatitis (ASH)

### Ursache
Die alkoholische Steatohepatitis (ASH), auch als alkoholische Fettleber-Entzündung oder alkoholische Fettleberhepatitis bekannt, tritt bei regelmäßigem, übermäßigem Alkoholkonsum auf. Die Abgrenzung ergibt sich aus dem täglichen Alkoholkonsum. Die Verträglichkeit von Alkohol ist von Mensch zu Mensch sehr verschieden und ist unter anderem von möglichen Vorerkrankungen sowie vom Geschlecht abhängig. Die schädliche Grenze liegt im Durchschnitt bei über 40 g Ethanol bei Männern und über 20 g bei Frauen.

### Therapie und Prognose
Auch im Stadium einer akuten alkoholbedingten Steatohepatitis (ASH, Alkohol-Hepatitis) hilft die Alkoholkarenz, d. h. der strikte Verzicht auf jede Form von Alkohol. Solange die Leberzellen noch nicht zu narbigem Bindegewebe umgebaut wurden, kann das Organ seine Funktionsfähigkeit wiedererlangen. Während die Prognose bei der chronisch-persistierenden Form recht gut ist, erscheint sie bei der chronisch-aktiven Form abhängig vom Krankheitsstadium: Bei strikter Abstinenz kann einerseits eine völlige Rückbildung der Symptome erfolgen, andererseits ist bei zunehmendem Ikterus ein Übergang ins Leberkoma oder in die Zirrhose möglich.

## Nichtalkoholische Steatohepatitis (NASH)
Eine nichtalkoholische Steatohepatitis (NASH) oder nichtalkoholische Fettleber-Entzündung oder nichtalkoholische Fettleberhepatitis liegt vor, wenn zwar eine Steatohepatitis vorliegt, der tägliche Alkoholkonsum jedoch unter 40 g bei Männern, bzw. unter 20 g bei Frauen liegt und die Leberwerte (Transaminasen) auch nach einer dreimonatigen absoluten Alkohol-Abstinenz erhöht bleiben. Die NASH ist zwar wesentlich seltener als die ASH, kommt aber immerhin noch bei etwa einem Prozent der Allgemeinbevölkerung vor. Im Gegensatz zur ASH tritt kein Ikterus auf.

### Ursachen
Zu einer NASH kommt es meistens durch Stoffwechselstörungen, es gibt aber andere, verschiedene Ursachen.
Die häufigsten Ursachen sind:
- Adipositas
- (schlecht eingestellter) Diabetes mellitus
- Hyperlipoproteinämie

Seltenere Ursachen sind:
- Kupferspeicherkrankheit Morbus Wilson
- Zustand nach Darmoperationen, insbesondere Dünndarm-Resektionen
- Syndrom der blinden Schlinge
- parenterale Ernährung
- chronisch-entzündliche Darmerkrankungen
- als Medikamentennebenwirkung (längere Behandlung mit Corticosteroiden, Amiodaron, Tamoxifen oder anderen Medikamenten)

Gelegentlich bleibt die Ursache aber auch unklar oder es kommen mehrere mögliche Ursachen zusammen.

### Therapie der NASH
Die Therapie besteht in der Therapie der zugrundeliegenden Grundkrankheit (z. B.: bessere Einstellung des Diabetes mellitus, Gewichtsabnahme bei Adipositas, Umstellung einer Medikation bei z. B. Bluthochdruck oder Fettstoffwechselstörung). Vermehrte körperliche Aktivität und Ernährungsumstellung sowie eine moderate Gewichtsreduktion um min. 7 bis 10 % kann zur Heilung einer NASH führen.
Pioglitazon sowie Vitamin E führten in einigen Studien zu einer Reduktion von Steatose und Entzündung, jedoch zeigte sich kein Einfluss auf die Fibrose. In der S2k-Leitlinie der DGVS werden diese Ansätze nicht empfohlen. Laut EASL-Leitlinie kann Pioglitazon bei NASH-Patienten mit Diabetes mellitus Typ 2 erwogen werden.
Falls bereits eine fortgeschrittene Leberzirrhose eingetreten ist, besteht eine Therapiemöglichkeit in der Lebertransplantation (LTx).
Weitere medikamentöse Ansätze werden in präklinischen und klinischen Studien untersucht.
Im April 2019 präsentierte das US-amerikanische Pharmaunternehmen Gilead Sciences auf dem internationalen Leber-Kongress in Wien Daten einer Proof-of-Concept-Studie hinsichtlich der Fixkombination zweier Substanzen, nämlich des FXR-Agonisten Cilofexor und des ACC-Inhibitors Firsocostat.